# Patagonia (entreprise)
 (juillet 2024).
Pour les articles homonymes, voir Patagonia.
Patagonia est une entreprise californienne de vêtements techniques de sports de montagne et de surf, créée par Yvon Chouinard en 1973. Au fil des années, Patagonia est devenue une entreprise pionnière du développement durable et un acteur  dans la protection de l’environnement. Tant par ses actions et son implication pour combattre la crise environnementale que pour sa politique sociale et sa responsabilité sociétale, Patagonia incarne depuis sa création une vision novatrice du monde des affaires et de l'environnement. Sa doctrine, fondée sur des principes de durabilité, d'éthique et de responsabilité sociale, a révolutionné l'industrie de la mode tout en inspirant des générations entières à adopter un mode de vie respectueux de la planète. En effet, le but affiché de Patagonia est "de faire partie de la solution au lieu de participer au problème".
L'entreprise revendique son engagement éthique et écologique. Elle s'engage à reverser 1 % de son chiffre d'affaires à des organisations non gouvernementales se consacrant à la protection de l'environnement, et promeut le recyclage des produits qu'elle commercialise. Ses produits se veulent éco-conçus, utilisant par exemple du coton biologique, ou des chlorofibres.

## Histoire
En 1957, Yvon Chouinard, un américain passionné d'escalade, jugeant que les pitons qu'il utilise ne sont pas assez solides, décide de fabriquer son propre matériel, des pitons et mousquetons en acier réutilisables, dans un petit atelier dans l’arrière-cour de la maison de ses parents à Burbank, près de Los Angeles. Il gagne alors sa vie en vendant le matériel qu’il fabrique, depuis le coffre de sa voiture.
En 1965, il s’associe avec Tom Frost, grimpeur et ingénieur en aéronautique. La fabrication artisanale devient alors industrielle. Il ouvre son premier magasin, Great Pacific Iron Works, dans la cité balnéaire de Ventura en Californie. Dans les années 1970, la société Chouinard Equipment devient le premier fournisseur de matériel d’escalade des États-Unis. En 1972, elle décide de remplacer dans son catalogue les pitons qui abîment la roche par des coinceurs en aluminium, inventant la « grimpe propre ». La même année, la société propose des articles et vêtements d’extérieur solides (anoraks de pluie enduits de polyuréthane, sacs de bivouac fabriqués en Écosse, gants et moufles d’Autriche en laine bouillie, bonnets « schizo » réversibles) et en 1973 prend le nom de Patagonia. Ce choix de nom est inspiré de la région de la Patagonie, endroit prisé pour les sports de plein air et région coup de coeur du fondateur de la compagnie, Yvon Chouinard.
En 1975, elle utilise du tissu d'ameublement pour créer des vestes en polaire synthétique puis crée un sous-vêtement en polypropylène en 1980.
En 1986, Patagonia s'engage à reverser chaque année 10 % de ses bénéfices, somme transformée par la suite en 1 % de ses ventes ou 10 % de ses bénéfices avant taxes, en adhérant au programme « 1 % pour la planète »,. En 1987 est créée Patagonia Europe.
En 1988, Patagonia lance sa première campagne environnementale nationale en soutenant un projet alternatif de désurbanisation de la vallée de Yosemite dans la Sierra Nevada, en Californie. La même année, dans sa boutique de Boston, du formaldéhyde s'évaporant des vêtements stockés a rendu tous les employés malades, invitant l'entreprise à mieux scruter sa chaîne de production.
En 1992, Patagonia conçoit un programme d'étude d'impact écologique des produits. C'est dans cette optique qu'elle abandonne le coton traditionnel pour le coton bio.
Patagonia est parfois surnommé « Patagucci » en référence à Gucci et à son positionnement sur des produits premium.
En 2011, Patagonia publie dans le New-York Times une pleine page de publicité dont le visuel est repris en page d’accueil de son site internet : « Don’t buy this jacket » (« N'achetez pas cette veste »), voulant faire réfléchir sur l'hyper-consommation. La même année, l'entreprise est certifiée B Corp.
En 2012, l'association internationale de protection animale Quatre Pattes critique Patagonia d'utiliser dans ses vêtements du duvet issu d'oies gavées pour produire du foie gras et plumés à vif. Patagonia nie l'utilisation d'oiseaux plumés à vif, mais admet s'être procuré des oies de l’industrie du foie gras. Le site Web de l'entreprise annonce depuis 2013 avoir adopté une filière duvet contrôlée et garantie non issu d’oies plumées à vif ou gavées. La même année, Patagonia lance son premier produit alimentaire, le saumon sauvage séché, et modifie ses statuts pour devenir une benefit corporation.
De plus, Patagonia utilise sa notoriété et son influence pour faire pression sur la politique et certains gouvernements à travers le monde. Par exemple, elle a financé la Fondation Conversation Alliance entre 2007 et 2013 afin de protéger la région des Adirondacks contre le développement de pipeline.
En 2017, Patagonia a poursuivi l'administration du président Donald Trump. Cette poursuite faisait suite à la décision de l'administration Trump de réduire la taille de deux monuments nationaux, à savoir le Bears Ears National Monument et le Grand Staircase-Escalante National Monument, situés dans l'Utah. Selon Patagonia, cette réduction de territoires protégés représentait un danger envers la conservation de l'environnement.
Afin de protéger l'avenir de l'entreprise, le projet « Chacabuco » est mis en place. Ce projet vise à trouver des solutions afin que la mission de la compagnie puisse perdurer après le départ d'Yvon Chouinard. En septembre 2022, Yvon Chouinard, alors âgé de 83 ans, décide de faire don de l'entreprise alors valorisée 3 milliards de dollars à un trust chargé de respecter ses valeurs et à une association environnementale qui récupérera l'ensemble de ses profits,,. Tous les droits de votes de l'entreprise sont alors remis à la « Patagonia Purpose trust » et 98% des parts à la « Holdfast Collective ». Cette dernière a comme mandat d'utiliser tous les gains de la compagnie pour combattre la crise environnementale.

## Controverses
En juin 2023, une enquête du média indépendant “Follow the Money” a révélé que certains vêtements vendus par la marque Patagonia étaient produits dans des usines sri-lankaises également sous-traitantes des marques Primark et Zara. L'enquête révèle plusieurs manquements constatés dans les usines partenaires de Patagonia : 
- Durée hebdomadaire de travail excessive ;
- Harcèlement ;
- Rémunération insuffisante[27].

Usant de son droit de réponse, la marque Patagonia affirme faire auditer régulièrement les partenaires de sa chaîne d'approvisionnement.